# Markus Diethelm

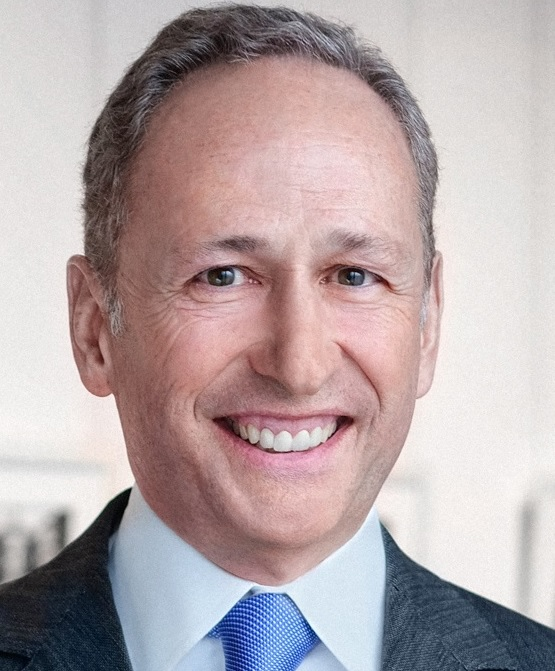
Markus Diethelm (2020)

Markus Ulrich Diethelm (* 22. Oktober 1957; heimatberechtigt in Zürich und Schübelbach) ist ein Schweizer Manager. Seit 2022 ist als Group General Counsel und Mitglied der Geschäftsleitung der Credit Suisse tätig. Davor hatte er dieselbe Position per September 2008 bei der UBS AG inne, als Diethelm erstmals zum Mitglied der Geschäftsleitung der UBS ernannt wurde. Zudem war er von 2015 bis 2016 Mitglied der Geschäftsleitung der UBS Business Solutions AG.

## Karriere

### Ausbildung
Diethelm hat einen Abschluss des Studiums der Rechtswissenschaften (lic.iur.) der Universität Zürich und einen Master-Abschluss sowie einen PhD der Stanford Law School. Er ist zugelassener Rechtsanwalt und hat das Anwaltspatent in Zürich, Genf und New York City (New York State Bar Association).
1983 begann er seine Karriere bei der Zürcher Anwaltskanzlei Bär & Karrer und war 1984 bis 1985 Auditor am Bezirksgericht Uster. Er arbeitete 1988 bei Paul, Weiss, Rifkind, Wharton & Garrison (New York City) als ausländischer Mitarbeiter sowie ein Jahr später bei Shearman & Sterling (New York), wo er sich auf Fusionen und Übernahmen spezialisierte. Von 1992 bis 1998 war er für die Anwaltskanzlei Gibson, Dunn & Crutcher (Los Angeles) in deren Büros in Brüssel und Paris  tätig, wo er sich auf Gesellschaftsangelegenheiten, Wertpapiertransaktionen, Rechtsstreitigkeiten und regulatorische Untersuchungen konzentrierte.

### Swiss Re
1998 trat Diethelm als Group Chief Legal Officer in die Swiss Re ein und wurde ab 2007 in die Geschäftsleitung berufen. Unter seiner Führung führte Swiss Re ein erfolgreiches globales Modell für die Rechts- und Compliance-Organisation der Gruppe ein. Darüber hinaus spielte Diethelm eine Schlüsselrolle in den Rechtsstreitigkeiten des Unternehmens im World Trade Center und bei wichtigen Unternehmensentwicklungs-Transaktionen.

### UBS
Diethelm wurde 2008 in die Konzernleitung berufen und zum Group General Counsel von UBS ernannt. Von 2015 bis 2016 war er Mitglied der Geschäftsleitung der UBS Business Solutions AG. Im Jahr 2009 verhandelte Diethelm mit dem Anwalt der Steuerabteilung des US-Justizministeriums, Kevin M. Downing, über eine Untersuchung wegen Steuerbetrugs. Die UBS zahlte bei einem Non Prosecution Agreement 780 Millionen US-Dollar und enthüllte mehrere Kundennamen. Diethelm löste in der Folge auch Steuerstreitigkeiten mit dem Vereinigten Königreich, mit Deutschland und mit Belgien.

## Weitere Mandate
Markus Diethelm hat folgende Mandate:
- Vorstandsmitglied der UBS Business Solutions AG
- Präsident des Rechtsausschusses der Schweizerisch-Amerikanischen Handelskammer[6]
- Präsident des Schweizerischen Beirats der American Swiss Foundation
- Mitglied des Aufsichtsrats des Fonds de Dotation LUMA / Arles
- Mitglied des “New York State Council of Business Leaders in Support of access to Justice”[7]